# Omrit
 (décembre 2019).
Omrit, est un site archéologique situé au nord-est de la vallée de la Houla, en Israël. 
Proche du village de Horvat Omrit / Khirbat ‘Umayrī, le site se situe au pied du mont Hermon à la frontière syro-israélienne.

## Histoire
Après qu'un feu de broussailles ait dégagé la zone en 1998, des fouilles archéologiques ont été entreprises sous la direction du professeur Andrew J. Overman du Macalester College, avec l'aide de Kfar Szold . Les fouilles ont mené à la découverte de trois phases de construction du sanctuaire : 
- Un temple hellénistique au milieu du Ier siècle avant notre ère,
- Un temple Hérodien, bâti en 20 avant Jésus-Christ
- Un temple romain du Ier siècle de notre ère.

Le site est situé à environ 4 km au sud-ouest de Banias, à proximité d'une voie romaine reliant les villes de la région. Certains chercheurs pensent que Flavius Josèphe fait référence à cette voie romaine et à ce temple dans ses descriptions de la région du Golan. Étant donné sa proximité avec Banias et la présence de ruines de temples corinthiens, il est probable qu'Omrit soit le site du temple construit en calcaire et en plâtre par le roi Hérode en l'honneur d'Auguste vers 20 av. J.-C., décrit par Josèphe. 

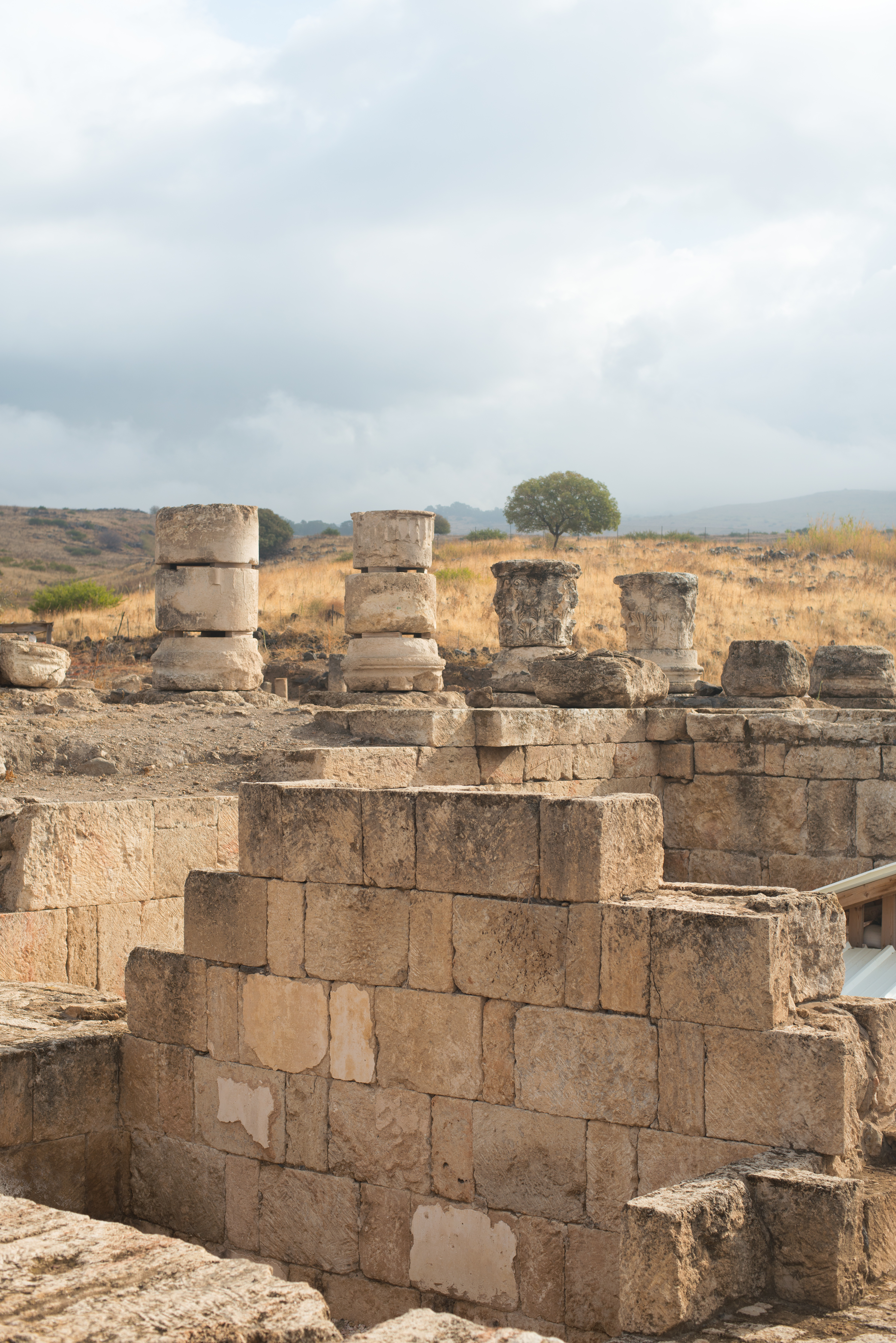
Orvat Omrit
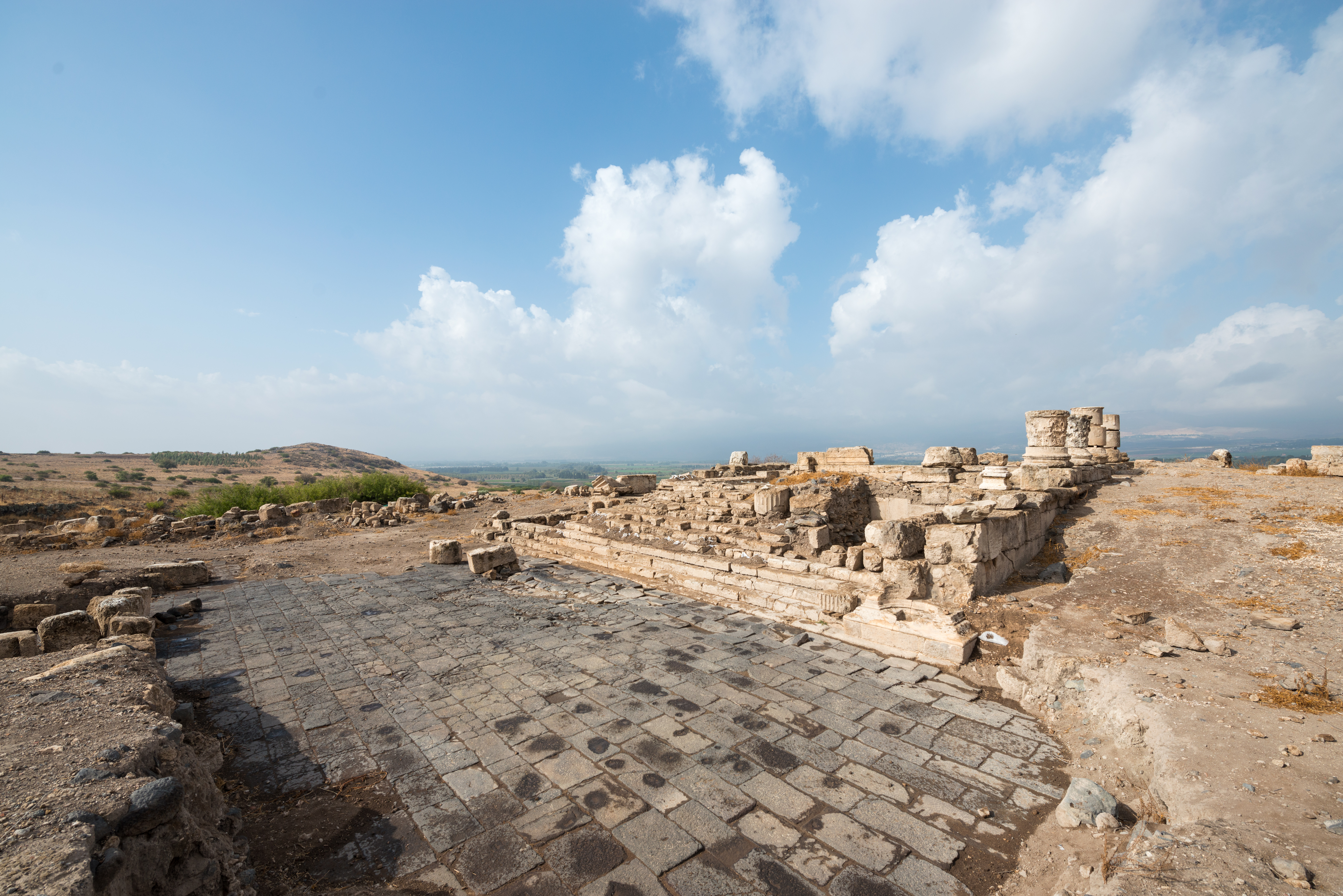
La cour de Orvat Omrit
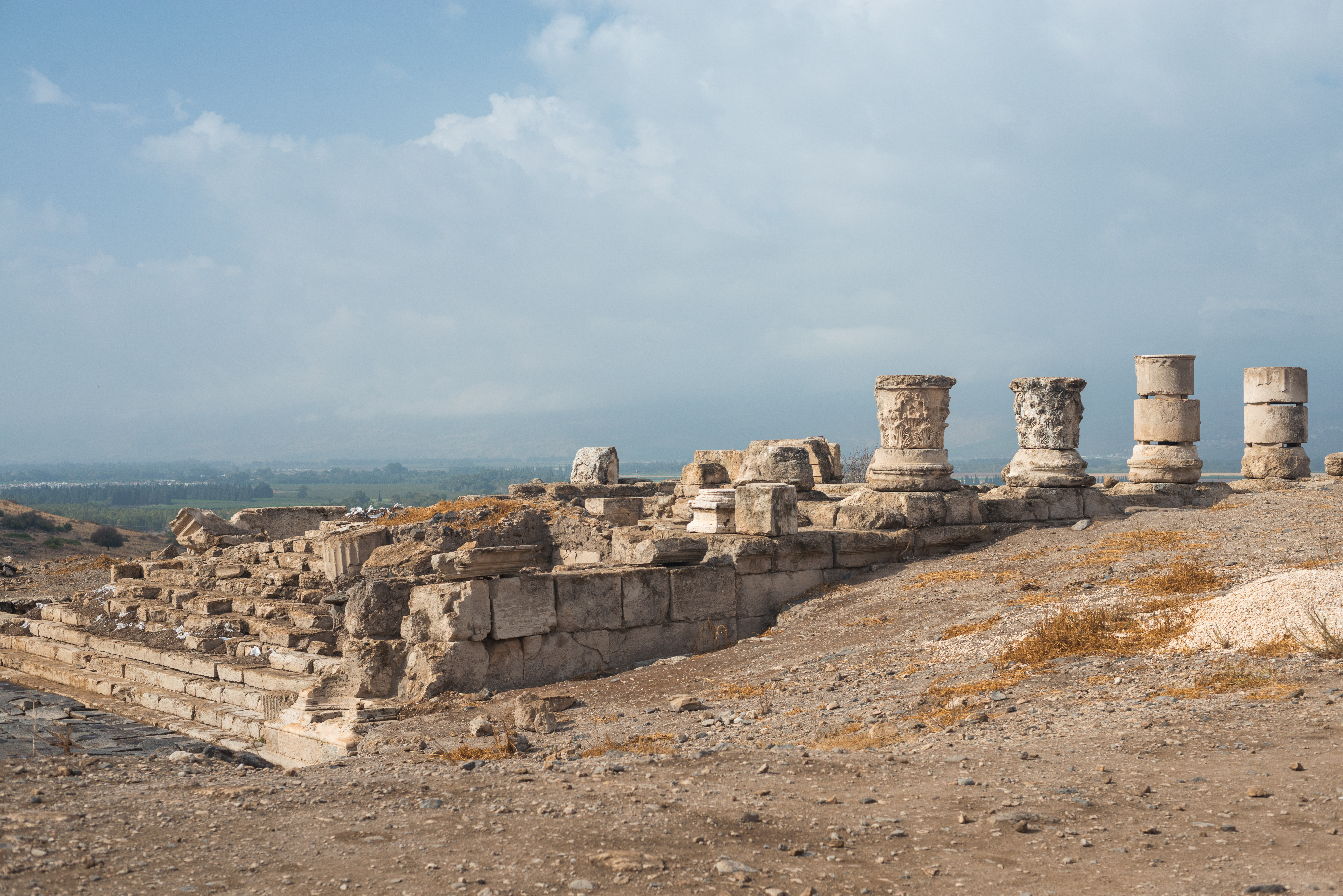
Omrit

Omrit est situé sur une petite colline surplombant le lac  de la Houla. Au nord du site se trouvent des vestiges de la route romaine Scythopolis - Damas, l’une des principales artères du pays, comprenant une tour de garde et un complexe sacré. Le complexe du temple, au centre de la colline, était relié à la route par une rue bordée de colonnes, comme il était d'usage dans les provinces orientales de l'Empire romain. Il a continué à être utilisé dans la période byzantine. Les restes de magasins et d'installations telles qu'un pressoir à vin ont été découverts à cet endroit .